# Меграулі
Меграулі (гінді महरौली, урду مہرؤلی, пенджаб. ਮਹਰੌਲੀ, англ. Mehrauli) — місцевість в Південно-Західному Делі, Делі, Індія біля міста Ґурґаон. Це одне з Семи міст Делі, поселення на цьому місті було засноване царем Мігіра Бхаджа I
в кінці 9 століття. Зараз район відомий великим числом історичних будівель, зокрема тут розташовані Кутб-Мінар, гробниця Кутбуддіна Бакхтіара Какі, гробниця Балбана, гробниця Адхам Хана та багато інших.
| Індія | Це незавершена стаття з географії Індії. Ви можете допомогти проєкту, виправивши або дописавши її. |